# Självförsvar
För det polska politiska partiet, se Samoobrona.

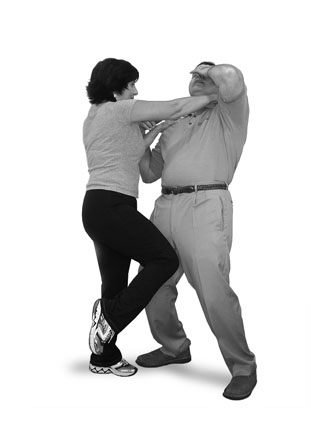
Ett exempel på möjligt fysiskt självförsvar med hjälp av knäet.

Självförsvar eller självskydd är att skydda sig själv, sina ägodelar och sitt hem vid fysiskt angrepp. Det behöver inte vara fysiskt våld, det kan lika gärna vara verbalt som används.

## Självförsvarsträning
Självförsvarsträning syftar till att praktisk kunna värna sig själv vid en fysisk konfrontation. Inom kampsport skiljer sig kampsporter inriktade mot självförsvar gentemot de inriktade mot tävling. Inom till exempel Defendo och RMA Systema lärs metoder för hotbildsbedömning, taktisk utvärdering och deeskalering ut.
Goshindō är det japanska uttrycket för "självförsvar" (goshin) plus "vägen" (dō) dit. Det omfattar flera system av moderna skyddstekniker även kallade gendai jūjutsu, vilka oftast utgår från traditionell jūjutsu utökad med metoder från andra kampkonsttraditioner som jūdō, karate och aikidō. Dessa tekniker har sedan integrerats och modifierats på olika sätt runt om i världen för att passa nutida självförsvarssituationer.

## Självförsvar i svensk rätt
Inom den svenska juridiken används termen nödvärn som förklarar under vilka förutsättningar det anses försvarbart för att exempelvis avstyra fara för liv och hälsa. 